# Egypt (hrabstwo Etowah)
Egypt – jednostka osadnicza w Stanach Zjednoczonych, w stanie Alabama, w hrabstwie Etowah.